# Pour toi j'ai tué
Pour plus de détails, voir Fiche technique et Distribution.
Pour toi j'ai tué (Criss Cross) est un film noir américain réalisé par Robert Siodmak, sorti en 1949. Cette production à petit budget bénéficie d'une solide mise en scène et du duo formé par Burt Lancaster et Yvonne De Carlo.

## Synopsis
Steve Thompson (Burt Lancaster) est un convoyeur de fonds obsédé par son divorce. Lorsqu'il retourne à Los Angeles et retrouve sa femme (Yvonne De Carlo), celle-ci est sur le point d'épouser le gangster Slim Dundee (Dan Duryea). Thompson se laisse alors entraîner dans les bas-fonds. Il accepte de participer au braquage de son propre fourgon, dans l'intention de doubler Slim et de s'enfuir avec Anna.

## Fiche technique
- Titre original : Criss Cross
- Titre en France : Pour toi j'ai tué
- Réalisation : Robert Siodmak, assisté de Jack Hively (non crédité)
- Scénario de : Daniel Fuchs, d'après un roman de Don Tracy
- Photographie : Franz Planer
- Photographie de seconde équipe : Paul Ivano (non crédité)
- Montage : Ted J. Kent
- Musique : Miklós Rózsa
- Direction artistique : Bernard Herzbrun et Boris Leven
- Décors : Oliver Emert et Russell A. Gausman
- Costumes : Yvonne Wood
- Producteur : Michael Kraike
- Société de production : Universal International Pictures
- Sociétés de distribution : Universal Pictures (États-Unis), General Film Distributors (GFD) (Royaume-Uni), Empire Universal Films (Canada)
- Pays de production : États-Unis
- Langue : Anglais
- Format : Noir et blanc — 35 mm — 1,37:1 — Son : Mono (Western Electric Recording)
- Genre : Drame, film noir et thriller
- Durée : 84 minutes
- Dates de sortie : 
  - États-Unis : 19 janvier 1949 (Los Angeles, Californie) (première) / 4 février 1949 (sortie nationale)
  - Canada : 27 janvier 1949 (Toronto
  - Royaume-Uni : 4 avril 1949
  - France : 17 juin 1949

## Distribution
- Burt Lancaster : Steve Thompson
- Yvonne De Carlo : Anna Dundee
- Dan Duryea : Slim Dundee
- Stephen McNally : Lieutenant Pete Ramirez
- Esy Morales : chef d'orchestre
- Tom Pedi : Vincent
- Percy Helton : Frank
- Alan Napier : Finchley
- Griff Barnett : Pop
- Meg Randall : Helen (fiancée de Slad)
- Richard Long : Slade Thompson
- Edna Holland : Mrs. Thompson (mère de Steve)
- John Doucette : Walt
- Marc Krah : Mort

Apparaissent aussi (non crédités) : Raymond Burr, Tony Curtis (dont c'est le premier rôle), Vito Scotti, Stephen Roberts (le docteur) et Charles Wagenheim.

## Remake
Un remake du film, intitulé À fleur de peau et réalisé par Steven Soderbergh, est sorti en 1996.